# アイザイア・ハーテンシュタイン
- アイザイア・ハーテンスタイン

アイザイア・ハーテンシュタイン（Isaiah Hartenstein, 1998年5月5日 - ）は、ドイツのプロバスケットボール選手。アメリカ合衆国オレゴン州ユージーン出身。NBAのオクラホマシティ・サンダーに所属している。ポジションはセンター。

## 経歴

### 生い立ち
アメリカ合衆国で生まれる。父親はドイツ人で、母親はアメリカ人。2008年にドイツへ引っ越した。

### NBA以前
2015年から2016年まではドイツのプロバスケットボールリーグに所属するアートランド・ドラゴンズ、2016年から2017年まではLKLのBCジャルギリスでプレーした。

### ヒューストン・ロケッツ
2017年のNBAドラフトにて2巡目全体43位でヒューストン・ロケッツから指名された。
1年目の2017-18シーズンはGリーグのリオグランデバレー・バイパーズでプレーし、NBAへの出場はなかった。
2018-19シーズンにNBAデビューを果たしたが、このシーズンもGリーグでの出場が主となった。ロングアイランド・ネッツと対戦したGリーグファイナルでは33得点を記録してチームを勝利に導き、ファイナルMVPを受賞した。
2020年6月23日に解雇された。

### デンバー・ナゲッツ
2020年11月30日にデンバー・ナゲッツと複数年契約を結んだ。

### クリーブランド・キャバリアーズ
2021年3月25日にジャベール・マギーとのトレードで、2つのドラフト2巡目指名権と共にクリーブランド・キャバリアーズへ移籍した。

### ロサンゼルス・クリッパーズ
2021年9月27月にロサンゼルス・クリッパーズと契約した。プレシーズンマッチで結果を残し、開幕ロースターに残った。

### ニューヨーク・ニックス
2022年7月13日にニューヨーク・ニックスと2年総額1600万ドルの契約を結んだ。

### オクラホマシティ・サンダー
2024年7月6日にオクラホマシティ・サンダーと3年総額8700万ドルの契約を結んだ。11月20日のポートランド・トレイルブレイザーズ戦でサンダーデビューを果たして13得点、14リバウンド、3アシスト、5ブロックを記録し、チームは109-99で勝利した。

## 個人成績

### NBA

#### レギュラーシーズン
| シーズン | チーム | GP  | GS  | MPG  | FG%  | 3P%  | FT%  | RPG  | APG | SPG | BPG | PPG  |
| -------- | ------ | --- | --- | ---- | ---- | ---- | ---- | ---- | --- | --- | --- | ---- |
| 2018–19  | HOU    | 28  | 0   | 7.9  | .488 | .333 | .786 | 1.7  | .5  | .3  | .4  | 1.9  |
| 2019–20  | HOU    | 23  | 2   | 11.6 | .657 | .000 | .679 | 3.9  | .8  | .4  | .5  | 4.7  |
| 2020–21  | DEN    | 30  | 0   | 9.1  | .513 | .000 | .611 | 2.8  | .5  | .4  | .7  | 3.5  |
| 2020–21  | CLE    | 16  | 2   | 17.9 | .582 | .333 | .686 | 6.0  | 2.5 | .5  | 1.2 | 8.3  |
| 2021–22  | LAC    | 68  | 0   | 17.9 | .626 | .467 | .689 | 4.9  | 2.4 | .7  | 1.1 | 8.3  |
| 2022–23  | NYK    | 82  | 8   | 19.8 | .535 | .216 | .676 | 6.5  | 1.2 | .6  | .8  | 5.0  |
| 2023–24  | NYK    | 75  | 49  | 25.3 | .644 | .333 | .707 | 8.3  | 2.5 | 1.2 | 1.1 | 7.8  |
| 2024–25  | OKC    | 57  | 53  | 27.9 | .581 | .000 | .675 | 10.7 | 3.8 | .8  | 1.1 | 11.2 |
| 通算     | 通算   | 379 | 114 | 19.5 | .592 | .255 | .686 | 6.4  | 2.0 | .7  | .9  | 6.8  |

#### プレーオフ
| シーズン | チーム | GP | GS | MPG  | FG%   | 3P%  | FT%  | RPG | APG | SPG | BPG | PPG |
| -------- | ------ | -- | -- | ---- | ----- | ---- | ---- | --- | --- | --- | --- | --- |
| 2019     | HOU    | 2  | 0  | 1.0  | 1.000 | —    | —    | .5  | .0  | .0  | .0  | 2.0 |
| 2023     | NYK    | 11 | 0  | 20.0 | .478  | —    | .750 | 4.6 | 1.3 | .8  | 1.4 | 3.1 |
| 2024     | NYK    | 13 | 13 | 29.8 | .592  | .500 | .864 | 7.8 | 3.5 | .3  | .9  | 8.5 |
| 2025     | OKC    | 23 | 20 | 22.4 | .619  | —    | .667 | 7.5 | 2.2 | .8  | .5  | 8.1 |
| 通算     | 通算   | 49 | 33 | 23.0 | .600  | .500 | .750 | 6.7 | 2.3 | .7  | .8  | 6.8 |